# 재규어 XE

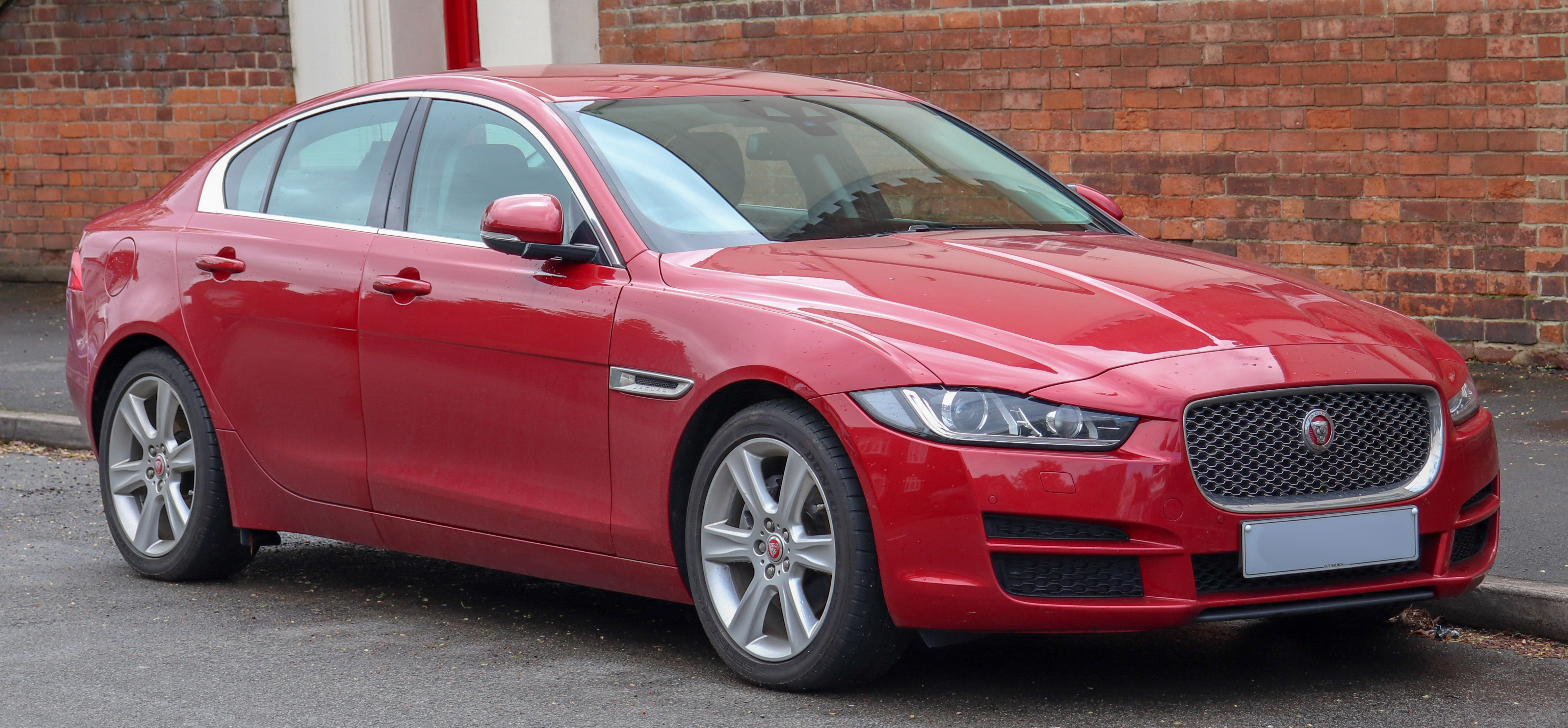

재규어 XE(Jaguar XE)는 영국의 자동차 회사인 재규어의 D세그먼트(중형차) 세단이다.

## 역사

### 1세대(2015~현재)
2014년에 프로토타입이 공개되었고, 양산형은 2015년 4월에 출시되었다. 대한민국에서는 같은 해 8월에 출시되었다. 2018년에 페이스리프트를 거쳤다.

## 경쟁 차량
- 제네시스 - G70
- BMW - 3시리즈
- 벤츠 - C클래스
- 아우디 - A4
- 렉서스 - IS
- 인피니티 - Q50
- 캐딜락 - ATS
- 볼보 - S60